# Ahaste
Ahaste är en ort i Estland. Den ligger i Audru kommun och landskapet Pärnumaa, i den sydvästra delen av landet, 110 km söder om huvudstaden Tallinn. Ahaste ligger 24 meter över havet och antalet invånare är 219.
Terrängen runt Ahaste är mycket platt. Runt Ahaste är det glesbefolkat, med 12 invånare per kvadratkilometer. Närmaste större samhälle är Pärnu, 20,0 km sydost om Ahaste. I omgivningarna runt Ahaste växer i huvudsak blandskog.